# Клизна врата
Клизна врата су врста врата која се отварају хоризонтално клизањем, обично хоризонтално на зид. Клизна врата могу да се монтирају или на врх стазе којом се покрећу, постављене испод или да се окаче на стазу изнад. Неки типови клизе у простор у паралелном зиду у правцу кретања, уместо да врата клизе дуж спољашње стране паралелног зида. Постоји неколико типова клизних врата, као што су џепна врата, клизна стаклена врата, врата са централним отварањем и бајпас врата. Клизна врата се обично користе као туш врата, стаклена врата, врата са екраном, врата ормара или у комбијима.
Клизна врата су коришћена још у 1. веку нове ере у римским кућама (о чему сведоче археолошки налази у Помпеји, Италија); међутим, нема доказа који би потврдили да су Римљани били први људи који су измислили или користили клизна врата.
Нека клизна врата садрже мотор и систем за активирање за њихово отварање. Они се називају мотори за клизна врата . Аутоматска клизна врата се обично налазе у канцеларијама и улазима у продавнице. Ова врата садрже механизам за магнетно закључавање који се аутоматски откључава у хитним случајевима.
Предности клизних врата јесте мали захтеви простора за отварање врата и њихова релативна лакоћа аутоматизације. Механизам је такође сигуран, јер се не може извући из шарки. Клизна врата се обично налазе као улази у продавнице, хотеле и канцеларије, користе се у лифтовима и користе се као врата за терасу, врата ормара и преграде за собе. Клизна врата се такође користе у транспорту, као што су комбији и надземни и подземни возови. Фолксваген је користио ова врата већ у Волксваген Фридолину произведеном између 1964. и 1974. године.